# SN 2001L
SN 2001L – supernowa typu Ia odkryta 18 stycznia 2001 roku w galaktyce M-01-30-11. W momencie odkrycia miała maksymalną jasność 15,40m.